# きもつきコミュニティ放送

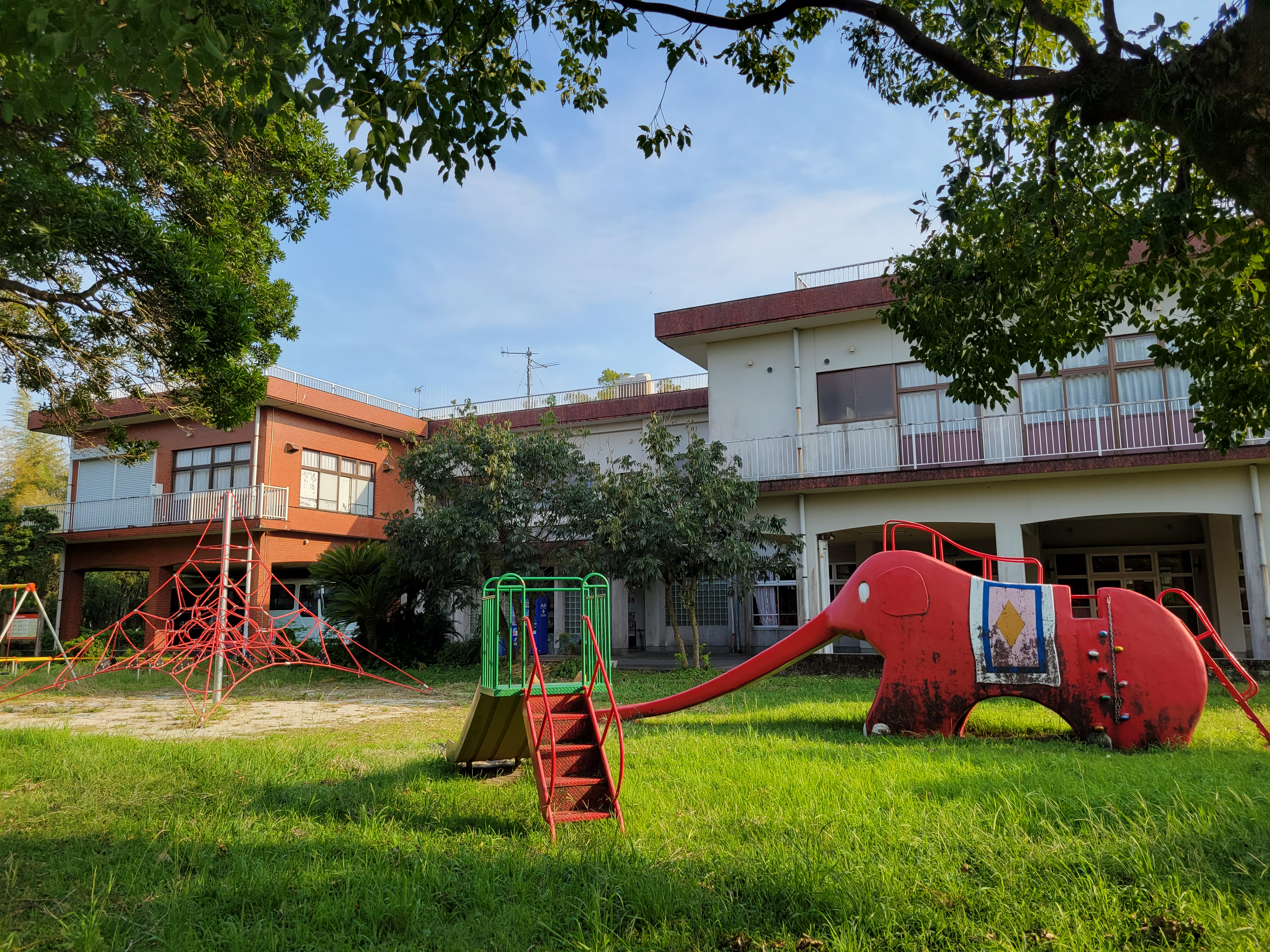
スタジオ・送信所がある肝付町勤労青少年ホーム（いこいの家）

特定非営利活動法人きもつきコミュニティ放送（きもつきコミュニティほうそう）は、鹿児島県肝属郡肝付町を中心に放送する特定非営利活動法人の運営によるコミュニティ放送局。
通称はFMきもつき。

## 概要
2006年8月4日に全国200番目のコミュニティ局として開局。
コールサインはJOZZ0AZ-FM。24時間放送で、周波数80.2MHz、出力20Wで、演奏所（スタジオ）のある肝付町勤労青少年ホーム、通称『いこいの家』から送信している。2009年6月中旬に旧内之浦町向けの中継局が設置された。
おおすみ半島コミュニティ放送ネットワーク（おおすみFMネットワーク）を構成する一局である。おおすみFMネットワーク内の3局（FMきもつき・FMかのや・FM志布志。2009年3月から2015年10月まではFMたるみずと合わせた4局）のいずれか（または合同）で制作した番組のほとんどを、おおすみFMネットワークとして3局同時に放送している。

## 沿革
- 2005年（平成17年）7月 - NPO法人として認証。
- 2006年（平成18年）
  - 6月6日 - 予備免許交付。
  - 6月22日 - 電波発射。
  - 6月25日 - 12時（日本標準時・JST）に試験放送開始（この日のみFMかのやと別番組）。最初に放送された曲は渡辺美里の『サマータイム ブルース』。
  - 8月4日 - 本免許交付＆本放送開始（14:00・JST）。FMかのやと同時開局で、FMかのやのスタジオから3時間の特番を放送。1曲目はPUFFYの『これが私の生きる道』であった。当時は送信所の位置関係上、旧内之浦町地区での受信は困難であった。
  - 8月13日 - 本放送開始後初のFMきもつき単独放送（17:00・JST）。以後も単独放送を実施することがある。
- 2009年（平成21年）
  - 6月16日 - 旧内之浦町向け（2か所）の中継局の放送免許を取得。内之浦の上床と錦江町の荒西山（岸良地区向け）に設置され、出力はいずれも20Wとなる。ERPは2009年時点では内之浦の上床が16W、荒西山が28Wであったが、2016年現在は前者が18W、後者が23.5Wに変更されている。
  - 6月中旬 - 旧内之浦町においての放送を開始[2]。

## 受信エリア

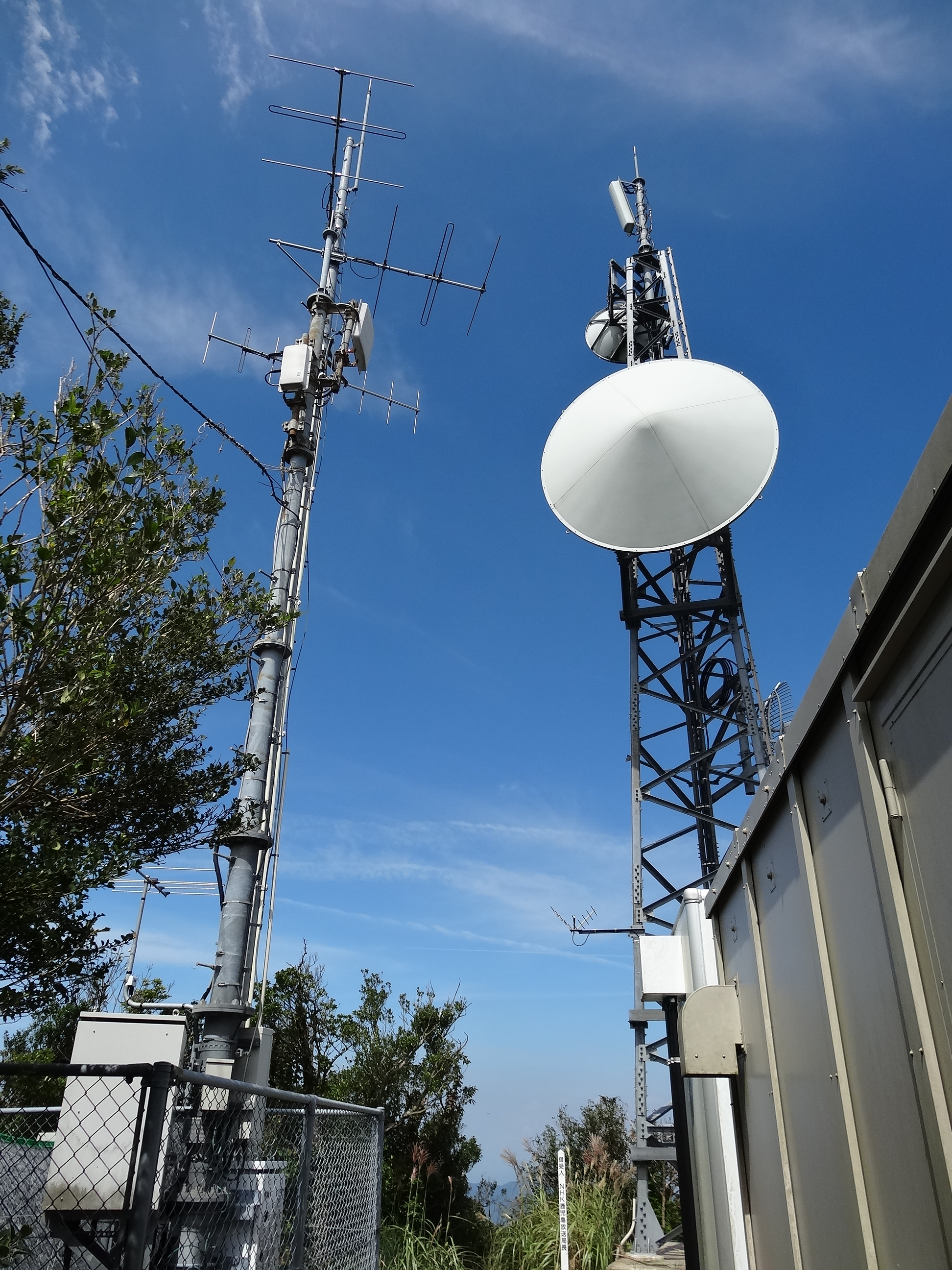
岸良地区向けの中継局（荒西山、画像左、2012年撮影）
※画像右は地上デジタル放送の田代中継局

肝付町前田（旧高山町）の「いこいの家」と旧内之浦町向けの2か所（上床・荒西山）、合計3か所の送信所を設置しており、旧内之浦町の一部を除いた地域を始め、肝付町周辺の鹿屋市・東串良町などで受信することができる。荒西山は錦江町（肝付町の南西）に位置しており、同山にはテレビ放送局の田代中継局も設置されている。

## 番組
下記にあるのはFMきもつき制作の番組（FMかのや・志布志にも同時間帯に放送。2009年3月から2015年10月まではFMたるみずでも放送）。終了した番組も一覧に含めている。下記の番組以外では四十九所神社の流鏑馬祭り（10月第3日曜日）の生中継を実施している。
その他の番組はおおすみ半島コミュニティ放送ネットワーク#主な番組を参照。最新の番組表および放送時間はおおすみFMネットワークの公式サイトを参照。
- きもつきウィークリー（土曜 18:00 - 18:30） - 2007年9月開始[3]。
- トム&チャーリーのよもやま話（木曜18:00 - 19:00）
- たんねんみろかい（土曜 19:15 - 19:30） - 2006年の開局時から放送、高齢者向けの教育番組[3]。
- さつま狂句（土曜 19:30 - 19:45） - 2006年の開局時から放送[3]。
- はるみ&かずこの昭和話（土曜 19:45 - 20:00） - 2006年の開局時から放送、2010年終了[4]。
- 宇宙浪漫紀行（月曜 20:00 - 20:15）
- チャーリーと乾杯（月曜 20:30 - 21:00）
- かごしま弁で語いもんそや（金曜 20:00 - 20:15）
- Prime of Life（土曜 10:30 - 11:00）
- じじ放談（第1・第3土曜 20:00 - 20:30）

## その他
- 試験放送は12:00 - 16:00。6月25日からはFMかのやと合同でフィラー音楽が放送時間帯以外で流されていた。
- 2006年8月4日の14:00をもって試験放送は終了。同時に本放送開始。
- 一時期、FMきもつき独自でブログを開設していた。2007年11月には再度独自の公式サイトを開設した。

## 参考資料
- NPO法人 きもつき情報化推進センター・編「FMきもつき10周年! - 地域の力になるラジオ局目指す -」『広報きもつき』2016年8月号 肝付町役場企画調整課 pp.8-11
- コミュニティ放送局に予備免許〜鹿児島県内で2局開局予定〜 九州総合通信局、2006年6月6日。
- 鹿児島県内のコミュニティ放送局2局が開局〜NPOかのやコミュニティ放送及びNPOきもつきコミュニティ放送に免許を付与〜 九州総合通信局、2006年8月4日。
- 無線局等情報検索 総務省。2009年7月および2016年8月11日閲覧時点のデータを用いている。